# Niğde (district)
Niğde is een Turks district in de provincie Niğde en telt 188.999 inwoners (2007). Het district heeft een oppervlakte van 2303,0 km². Hoofdplaats is Niğde.
De bevolkingsontwikkeling van het district is weergegeven in onderstaande tabel.
| 1997    | 2000    | 2007    |
| ------- | ------- | ------- |
| 158.057 | 177.396 | 188.999 |